# Ophioplinthaca athena
Ophioplinthaca athena is een slangster uit de familie Ophiacanthidae.
De wetenschappelijke naam van de soort werd in 1949 gepubliceerd door Austin Hobart Clark.